# Căminul ororilor
Hostel este un film de groază american din 2005 scenarizat, produs, și regizat de Eli Roth, cu participare lui Jay Hernandez în rolul principal. Este prima parte din seria de filme Hostel, fiind urmat de Hostel: Part II, lansat pe 8 iunie 2007, și Hostel: Part III, lansat pe 27 decembrie 2011.

## Distribuție
- Jay Hernandez în rolul lui Paxton
- Derek Richardson în rolul lui Josh
- Eyþór Guðjónsson în rolul lui Óli
- Barbara Nedeljáková în rolul lui Natalya
- Jan Vlasák în rolul Businessmanului olandez
- Jana Kaderabkova în rolul lui Svetlana
- Jennifer Lim în rolul lui Kana
- Keiko Seiko în rolul lui Yuki
- Lubomir Bukovy în rolul lui Alexei
- Jana Havlickova în rolul lui Vala
- Rick Hoffman în rolul lui The American Client
- Petr Janiš în rolul lui Johan, the German Surgeon
- Takashi Miike în rolul lui Miike Takashi
- Patrik Zigo în rolul lui The Bubblegum Gang Leader
- Milda "Jedi" Havlas în rolul lui Desk Clerk Jedi
- Miroslav Táborský în rolul lui Police Officer
- Josef Bradna în rolul lui The Butcher
- Klara Smetanova în rolul lui Girl
- Eli Roth în rolul lui American Stoner